# Peter Herresthal
Peter Herresthal, född 1970, är en norsk violinist och violinpedagog.
Herresthal är utbildad vid Norges Musikhögskola för violinisterna Isaac Schuldman och Magnus Ericsson. Han är idag violinlärare där samt vid Musikhögskolan Ingesund (Karlstads universitet), där han 2007 befordrades till professor. Herresthal är även tidigare (2002-2008) professor vid Kungliga Musikhögskolan i Stockholm och Edsbergs slott.
I stor utsträckning har Herresthal ägnat sig åt att framföra samtida musik och har varit solist med orkestrar som Vienna Radio Symphony, Melbourne Symphony, Oslo Philharmonic, Stockholm Philharmonic, Bergen Philharmonic, Remix Ensemble, Tapiola Chamber Orchestra, Stavanger Symphony, Orquesta Sinfonica de Navarra, Helsingborg Symphony, Oslo Sinfonietta, Norwegian Radio Orchestra, Trondheim Symphony,  Bit20  med dirigenter som Andrew Manze, Thomas Adès, Anu Tali and Sakari Oramo.
Peter är BIS artist och spelar på en GB Guadagnini , Milano 1753.

## Diskografi
- Arne Nordheim: Complete violin music, BIS-CD-1212, 2001
- BULL's eye, verk av Olav Anton Thommessen, BIS-SACD-1512, 2006